# Кузьмолово (деревня)
Ку́зьмолово (фин. Kuismala) — деревня в Кузьмоловском городском поселении Всеволожского района Ленинградской области.

## Название
Топоним происходит:
- по одной из версий от личного имени (фин.  или карел. ) Kuisma — Кузьма[4]
- по другой версии от слова (фин. ) kuisma — растение зверобой[4][5]

## История
Картографическое упоминание, под именем (одной из трёх деревень) Варколова, происходит в 1834 году на карте Санкт-Петербургской губернии Ф. Ф. Шуберта.
Две деревни Варколова стояли левом берегу реки Охты, а третья — будущая деревня Кузьмолово, на Токсовском тракте.
Письменное упоминание Кузьмолово — «Списки населённых мест» за 1896 год.

КУЗЬМОЛОВО — посёлок (он же часть деревни Вараколово) на земле седьмого сельского общества при о. Ламми, 35 дворов, 138 м. п., 113 ж. п., всего 251 чел. 5 постоялых дворов без крепких напитков.

ВАРАКОЛОВО — деревня, состояла из посёлков: Хейлози (Хейлази), Куяломяки (Куялово), Аутионмяки (Аудиомяки), Вараколово, Кузьмолово. (1896 год)

В конце XIX — начале XX века деревня административно относилась к Токсовской волости 2-го стана Шлиссельбургского уезда Санкт-Петербургской губернии. Население деревни было однородным — финским.
На картах отдельная деревня под именем Кузьмолова из 16 дворов появляется в 1909 году.
Согласно переписи населения СССР 1926 года:

КУЗЬМОЛОВО — деревня Кузьмоловского сельсовета Токсовской волости Ленинградского уезда, 70 хозяйств, 289 душ.

Из них: русских — 19 хозяйств, 77 душ; ингерманландцев — 49 хозяйств, 200 душ; эстов — 1 хозяйство, 5 душ; латышей — 1 хозяйство, 7 душ.

ХЕЙЛАСИ (КУЗЬМОЛОВО) — посёлок Кузьмоловского сельсовета Токсовской волости, 5 хозяйств, 31 душа, все ингерманландцы. (1926 год)

В состав Кузьмоловского сельсовета по данным переписи населения 1926 года входили: деревни Кузьмолово, Куяла, Вараккала, Аутио; посёлки Меросенмяки (Рандалово), Пелкоси, Рандалово, Сувенмяки (Рандалово), Ханнола, Хейласи (Кузьмолово), Хянникяля (Рандалово); ж. д. казарма Вараккала, будка на 3-й версте Финляндского участка ОЖД и казарма на 15 версте по Рассульской линии ж. д. Сельсовет находился в составе Токсовской волости Ленинградского уезда.
В 1930-е годы в деревне был организован колхоз «Тайвола».

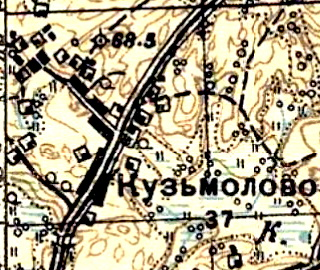
Деревня Кузьмолово на карте 1931 года

Согласно топографической карте РККА 1931 года деревня насчитывала 37 дворов.
По административным данным 1933 года деревня называлась Кузмолово и относилась к Капитоловскому сельсовету Куйвозовского финского национального района.
По данным 1936 года деревня Кузьмолово являлась административным центром Капитоловского сельсовета Токсовского района.
Согласно переписи населения СССР 1939 года:

КУЗЬМОЛОВО — деревня Капитоловского сельсовета Парголовского района, 255 чел. (1939 год)

До 1942 года — место компактного проживания ингерманландских финнов.
По данным 1973 и 1990 годов деревня входила в состав Кузьмоловского поссовета.
В 1997 году в деревне проживали 317 человек, в 2002 году — 283 человека (русских — 73 %), в 2007 году — 290.

## География
Деревня расположена в центральной части района на автодороге 41К-065 (Санкт-Петербург — Матокса), к северу и смежно с посёлком Кузьмоловский.
Расстояние до административного центра поселения — 1,5 км.
Местность, где расположена деревня — моренные холмы, остатки ледникового периода. К югу от деревни расположено небольшое озеро.

## Демография
| 2007 | 2010 | 2017 |
| ---- | ---- | ---- |
| 290  | ↘259 | ↗465 |

Национальный состав
Согласно данным Всероссийской переписи населения 2021 года в деревне проживали 395 человек, из них:
 русские — 358, финны — 14, армяне — 2, узбеки — 2, украинцы — 2 человека, остальные национальность не указали.

## Строительство
В деревне ведётся активное коттеджное строительство.

## Известные уроженцы

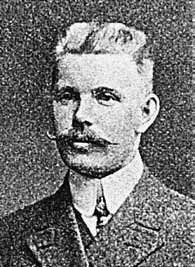
Я. Я. Ленсу. 1908 год

Ленсу, Яков Яковлевич (фин. Lensu Jaakko) (1884—1937) — лингвист, этнограф, заместитель председателя Ленинградского общества исследователей культуры финно-угорских народностей, автор книг «Букварь для ижорских школ» и «Материалы по говору води».
Родился в деревне Кузьмолово. Закончил лютеранскую учительскую семинарию в деревне Малые Колпаны. С 1908 по 1917 год работал учителем в народной школе деревни Варкалово. С 1927 года регулярно участвовал в полевых исследованиях финно-угорских народов.
Я. Я. Ленсу одним из первых российских исследователей описал синкретические религиозные верования и обычаи ингерманландских финских субэтносов эвремейсов и савакотов, а также фино-угорских народов ижора и водь. С начала 1920-х годов активно работал в летних экспедициях Комиссии по изучению племенного состава населения России и сопредельных стран (КИПС), позже Института по изучению народов СССР (ИПИН), которая занималась изучением культуры и быта народов СССР, а также составлением религиозно-бытовой карты СССР. Я. Я. Ленсу был постоянным участником секции по изучению религиозных верований народов СССР, работавшей в Музее истории религии АН СССР. Занимался лингвистическими исследованиями, изучал ижорский и водский диалекты. Проводил исследования религиозных верований и культуры финно-угорских народов, проживавших на территории Ленинградской области в 1920—1930-х годах, результатом которых стала статья «О верованиях финнов в окрестных районах Ленинграда».

## Улицы
Ключевой переулок, Короткий переулок, Ленинградское шоссе, Новая, Пасечная, Полевая, Садовая, Юбилейная.